# Koczkodan ghański
Koczkodan ghański (Cercopithecus lowei) – gatunek ssaka naczelnego z podrodziny koczkodanów (Cercopithecinae) w obrębie rodziny koczkodanowatych (Cercopithecidae).

## Występowanie
Występuje w Afryce Zachodniej. Można go zaobserwować na terenach od rzeki Cavalla w Wybrzeżu Kości Słoniowej do rzeki Wolta w Ghanie. Występuje w lasach galeriowych oraz lasach na sawannie na wysokości do 300 m n.p.m.

## Charakterystyka

### Morfologia
Osiąga od 40 do 52 cm długości ciała oraz masę ciała od 2,3 do 8 kg. Ma długi ogon, którego długość przekracza długość ciała, mierzący od 54 do 75 cm. Samce są znacznie większe od samic. Na czole ma charakterystyczną brązową kępkę włosów. Grzbiet pokrywa sierść w różnych odcieniach szarego. Ma biały brzuch oraz kończyny. Końcówka ogona jest czarna.

### Dieta
Koczkodany ghańskie żywią się figami. Jedzą także liście i nasiona. W ich diecie znajdują się stawonogi.

### Rozmnażanie
Osiągają dojrzałość płciową w wieku 3–4 lat, zależnie od płci (samce dojrzewają później). Ciąża trwa od 147 do 180 dni. Matka karmi mlekiem młode przez około 18 miesięcy. Sezon rozrodczy trwa od czerwca do grudnia.

### Styl życia
Żyją w grupach składających się z jednego samca oraz kilku samic i ich potomstwa. Zwykle jest to około 10 osobników. Takie stado zajmuje obszar około 40 ha. Czasami podczas poszukiwania pożywienia dzielą się na podgrupy. Żyją do 28 lat.

## Status
Gatunek został sklasyfikowany przez IUCN jako gatunek narażony na wyginięcie. Szacuje się, że ich populacja liczy mniej niż 10 tys. dorosłych osobników i jest w tendencji spadkowej.